# خدنگ لیبریا
خدنگ لیبریا (نام علمی: Liberiictis kuhni) نام یک گونه از تیره خدنگ است.